# Дуріан
Дуріан ([ˈdʊəriən], [ˈdjʊəriən]) — їстівний плід кількох видів дерев, що належать до роду Durio. Існує 30 визнаних видів Durio, принаймні дев'ять з яких дають їстівні плоди. Дуріан цібетиновий, що походить з Борнео та Суматри, є єдиним видом, доступним на міжнародному ринку. Він має понад 300 названих сортів у Таїланді та 100 у Малайзії станом на 1987 рік. Інші види продаються у своїх регіонах. Дуріан зазвичай асоціюється з кухнею Південно-Східної Азії, особливо в Індонезії, Малайзії, Сінгапурі, Таїланді, Камбоджі, Філіппінах, Бангладеш і В'єтнамі.
Дуріан, якого в деяких регіонах називають «королем фруктів», відрізняється великими розмірами, сильним запахом і вкритою колючками шкіркою. Плід може досягати 30 сантиметрів у довжину та 15 см. у діаметрі і зазвичай важить 1-3 кілограми. Його форма коливається від довгастої до круглої, колір лушпиння — від зеленого до коричневого, а м’якоті — від блідо-жовтого до червоного, залежно від виду.
Деякі люди вважають, що дуріан має приємний солодкий аромат, тоді як інші вважають аромат надсильним і неприємним. Запах викликає реакції від дуже приємних до сильної огиди, і його по-різному описують: як запах гнилої цибулі, скипидару або ж неочищених стічних вод. Стійкий запах, який може зберігатися протягом кількох днів, змусив деякі готелі та служби громадського транспорту в Південно-Східній Азії заборонити фрукти. Британський натураліст дев’ятнадцятого століття Альфред Рассел Воллес описав його м’якоть як «насичений заварний крем із сильним ароматом мигдалю». М’якоть можна споживати на різних стадіях зрілості, і вона використовується для ароматизації різноманітних пікантних і солодких десертів у кухнях Південно-Східної Азії. Насіння також можна їсти у вареному вигляді.

## Етимологія
Назва «дуріан» походить від малайського слова dūrī (означає «колючка»), посилання на численні колючі шипи на його шкірці в поєднанні з суфіксом-an, що створює іменник. Відповідно до Оксфордського словника англійської мови, альтернативне написання durion вперше було використано в перекладі «Історії Великого і Могутнього Королівства Китаю та його становища» 1588 року іспанським дослідником Хуаном Гонсалесом де Мендоса:
Є один, він називається мовою Малака Дуріон, і такий хороший, що [...] перевершує за смаком усі інші, які вони коли-небудь бачили чи куштували.
Інші історичні варіанти включають duryoen, duroyen, durean і dorian. Назва типового виду, Durio zibethinus, походить від Viverra zibetha (великої індійської цивети), ссавця, відомого своїм запахом.

## Таксономія

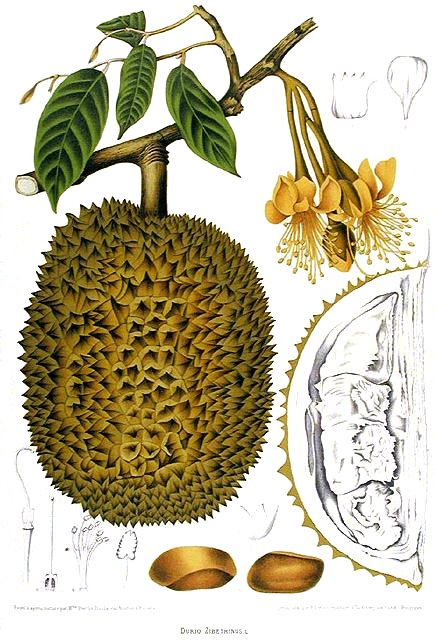
Дуріан цібетиновий, одна з основних харчових культур у Південно-Східній Азії

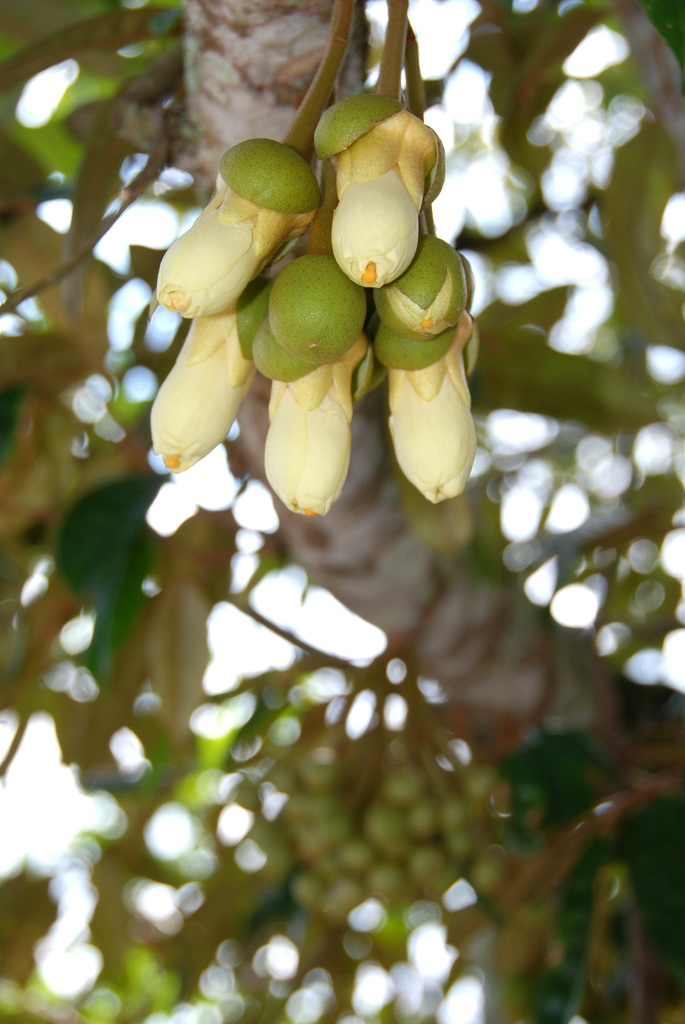
Квітки дуріана зазвичай закриті вдень

Durio sensu lato має 30 визнаних видів. Durio sensu stricto включає 24 з цих видів. 6 додаткових видів, включених до Durio sl, тепер деякі вважають, що складають власний рід, Boschia. Durio ss і Boschia мають нерозрізнені вегетативні характеристики та багато спільних квіткових характеристик. Ключова відмінність між ними полягає в тому, що локули пиляків відкриваються апікальними порами у Boschia та поздовжніми щілинами у Durio ss Ці два роди утворюють кладу, яка є сестринською для іншого роду в трибі Durioneae, Cullenia. Ці три роди разом утворюють кладу, яка характеризується сильно модифікованими (моно- та політекатними, на відміну від бітекатних) пиляками.

## Опис

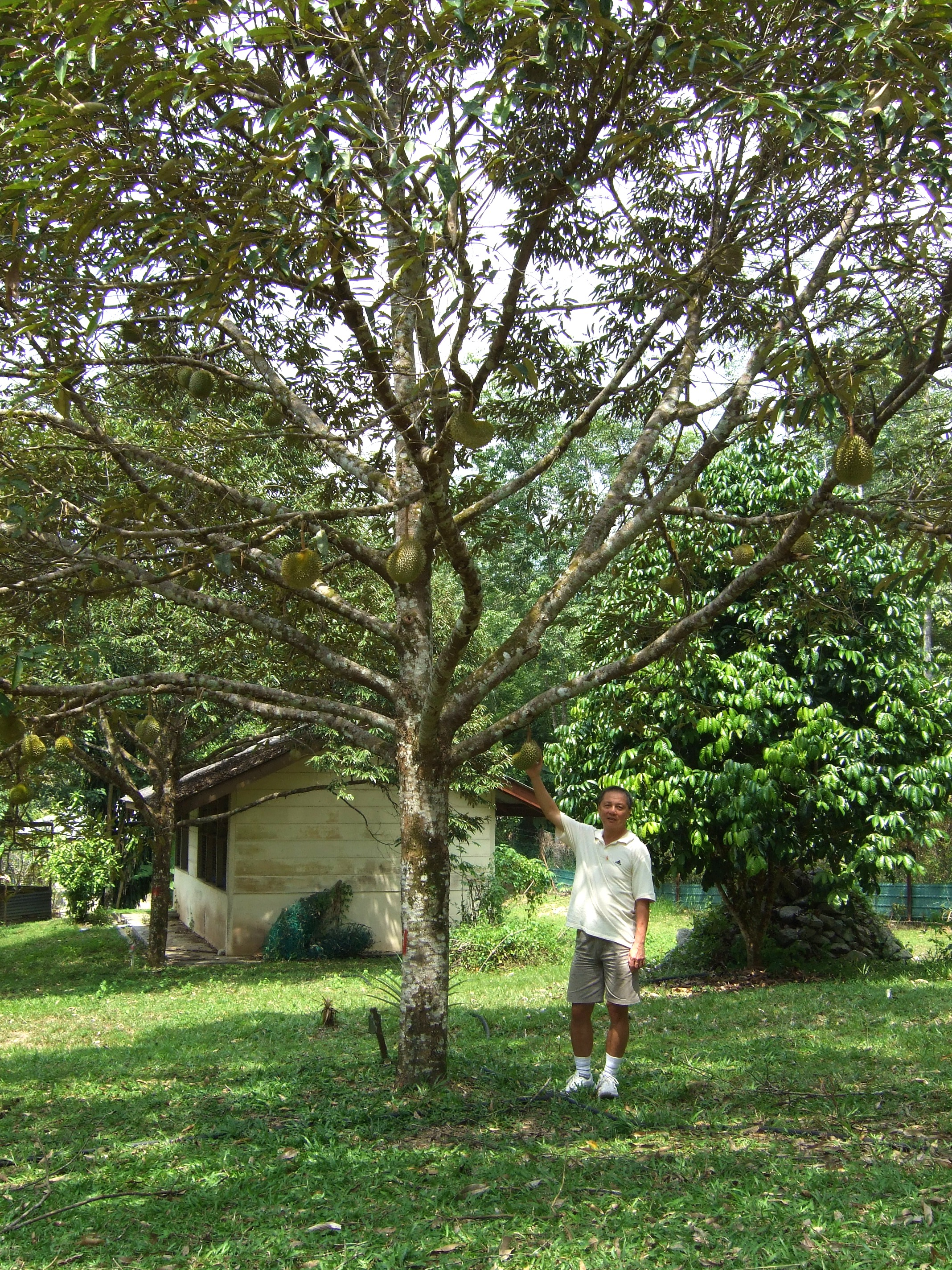
Молоде дерево дуріан в Малайзії. Зрілі екземпляри можуть виростати до 50 метрів.

Дерева дуріана великі, виростають до 25-50 метрів у висоту залежно від виду. Листя вічнозелені, від еліптичних до довгастих і 10-18 сантиметрів завдовжки. Квіти утворюються в групах від трьох до тридцяти разом на великих гілках і безпосередньо на стовбурі, причому кожна квітка має чашечку чашолистки) і п'ять (рідше чотири або шість) пелюсток. У дуріанових дерев є один або два періоди цвітіння та плодоношення на рік, хоча час залежить від виду, сорту та місцевості. Типове дерево дуріан може давати плоди через чотири-п'ять років. Плід дуріана може звисати з будь-якої гілки та дозріває приблизно через три місяці після запилення. Плоди можуть вирости до 30 см., довжини і 15 см., у діаметрі та зазвичай важить від одного до трьох кілограмів. Його форма коливається від довгастої до круглої, колір лушпиння — від зеленого до коричневого, а м’якоть — від блідо-жовтого до червоного, залежно від виду. Серед тридцяти відомих видів дуріо, дев’ять із них дають їстівні плоди: D. zibethinus, D. dulcis, D. grandiflorus, D. graveolens, D. kutejensis, Durio lowianus, D. macrantha, D. oxleyanus та D. testudinarius. Плоди багатьох видів ніколи не збиралися і не досліджувалися належним чином, тому інші види можуть мати їстівні плоди. Дуріан дещо схожий на зовнішній вигляд джекфрута, неспорідненого виду. 

### Сорти

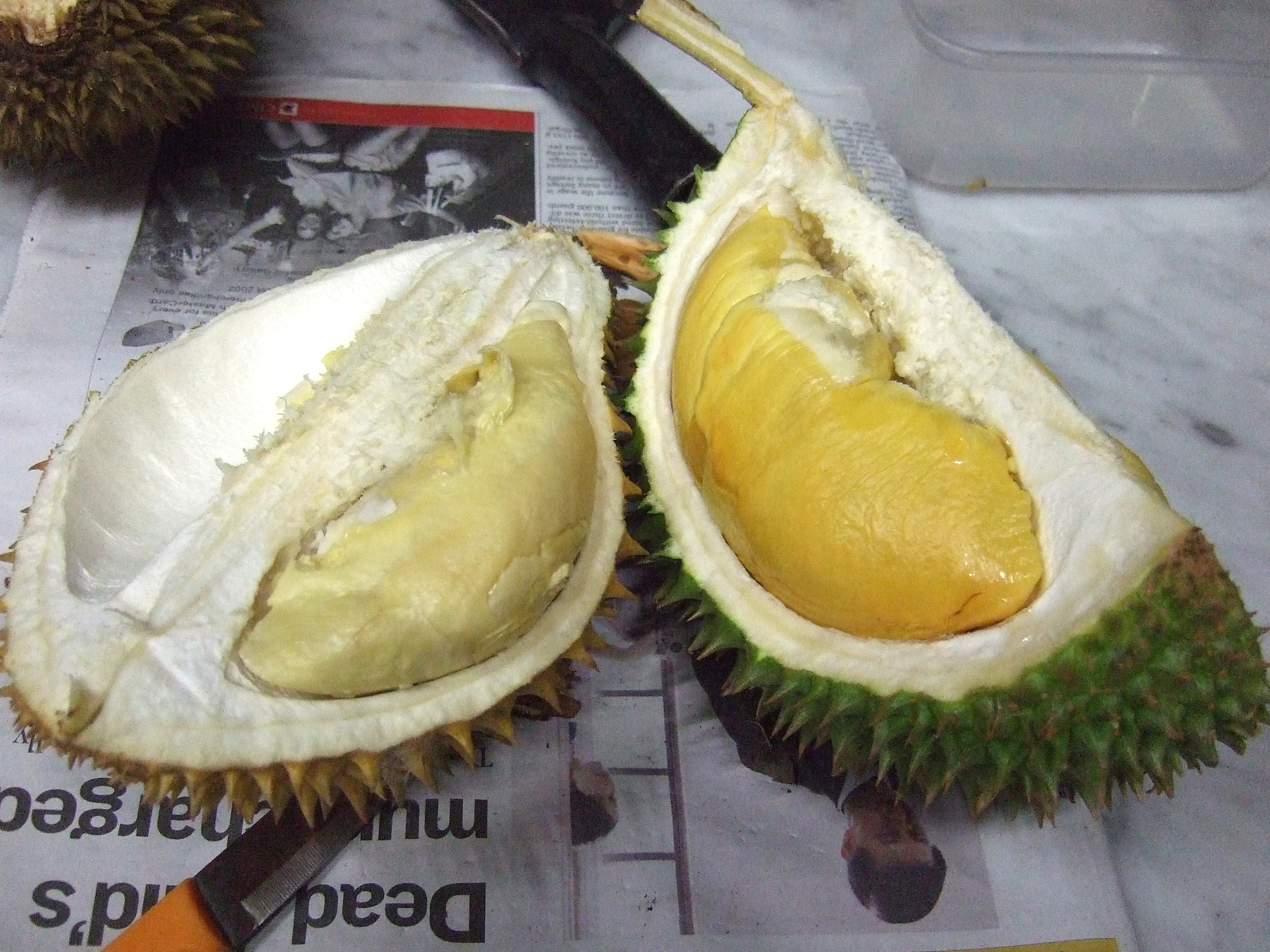
Різні сорти дуріана часто мають різні кольори. D101 (праворуч) має насичено-жовту м'якоть, яка чітко відрізняється від іншого сорту (ліворуч).

Протягом століть у Південно-Східній Азії виникли численні сорти дуріана, розмножені вегетативними клонами. Раніше їх вирощували з неоднозначними результатами з насіння дерев, що дають плоди вищої якості, але тепер розмножують відводками, маркотуванням або, частіше, щепленням, включаючи бруньку, шпон, клин, батіг або U-подібне щеплення на сіянці випадково вибраних підщепи. Різні сорти можна до певної міри відрізнити за варіаціями у формі плодів, наприклад, за формою колючок. Споживачі дуріану віддають перевагу певним сортам, які мають вищі ціни на ринку.

## Смак і запах

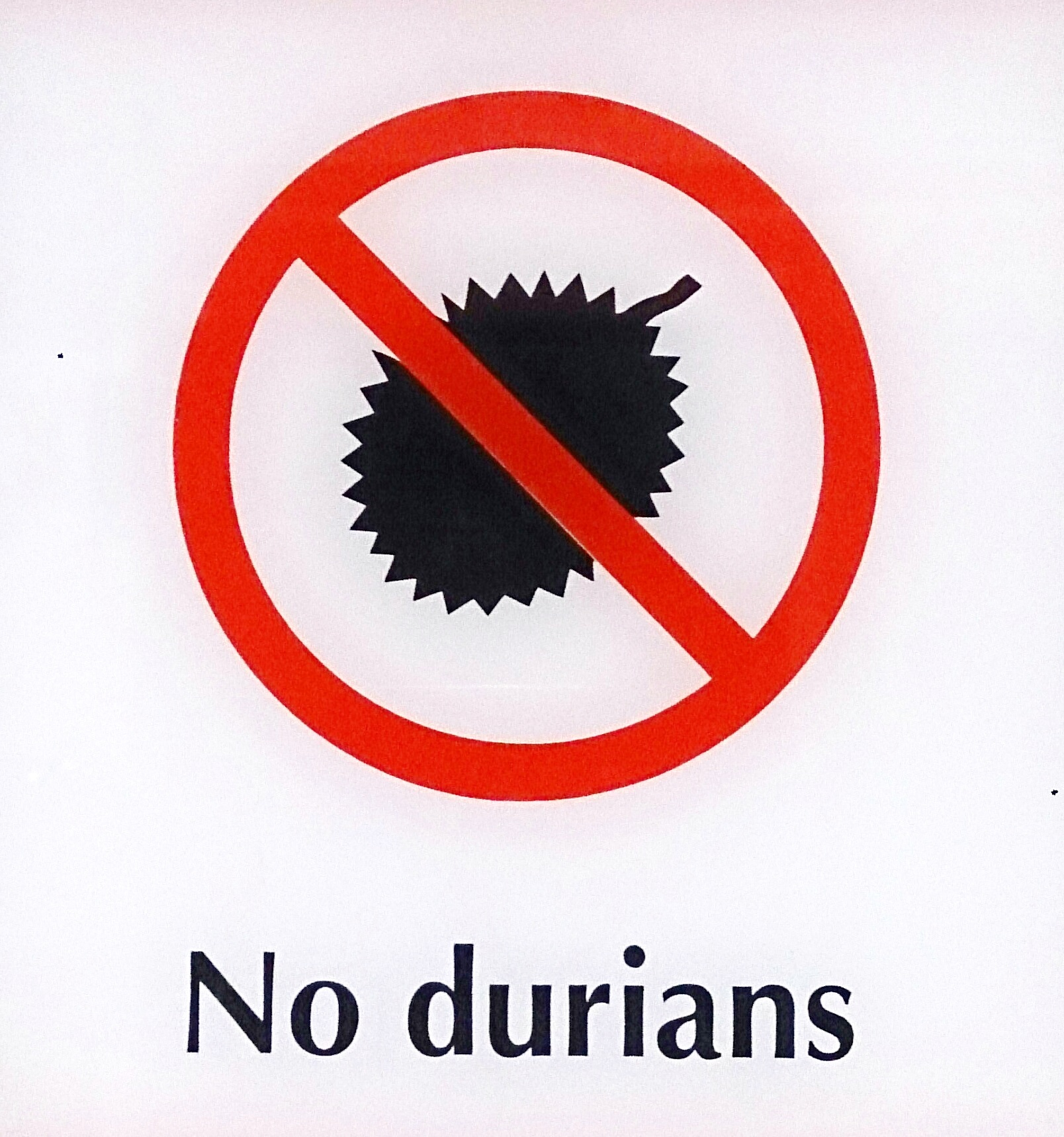
Знак із повідомленням про те, що фрукти дуріан заборонено провозити на міському транспорті Сінгапуру

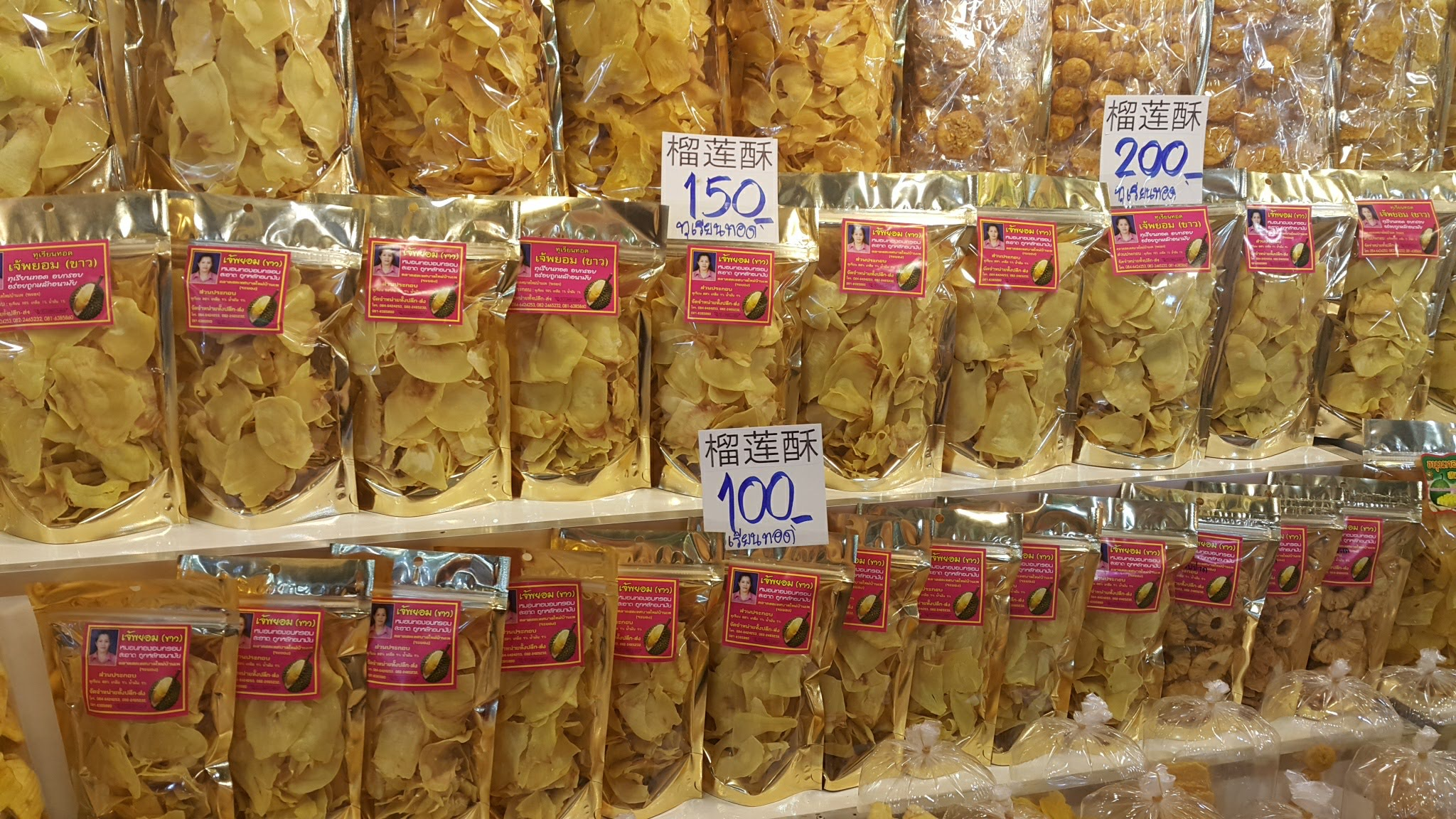
Нарізаний смажений у фритюрі дуріан в упаковках на ринку в Таїланді

Незвичайний смак і запах фрукта спонукав багатьох людей висловлювати різноманітні та пристрасні погляди, починаючи від глибокої вдячності до сильної огиди. У 1856 році британський натураліст Альфред Рассел Уоллес надав часто цитований опис смаку дуріана:
П’ять клітин шовковисто-білого кольору всередині й наповнені масою твердої м’якоті кремового кольору, кожна з яких містить приблизно по три насіння. Ця м'якоть є їстівною частиною, а її консистенція і смак не передати словами. Насичений заварний крем із сильним ароматом мигдалю дає найкраще загальне уявлення про нього, але іноді з’являються нотки смаку, які нагадують вершковий сир, цибульний соус, херес та інші невідповідні страви. Потім у м’якоті з’являється насичена клейка гладкість, якої ніщо інше не має, але яка додає її делікатності. Він не кислий, не солодкий і не соковитий; але він не хоче жодної з цих якостей, оскільки сам по собі досконалий. Він не викликає нудоти чи інших негативних наслідків, і чим більше ви його їсте, тим менше ви відчуваєте бажання зупинитися. Насправді, з’їсти дуріан – це нове відчуття, яке варто відчути у подорожі на Схід. ... як виробництво їжі з найвишуканішим смаком, це неперевершено.[a]
Уоллес описав себе як те, що спочатку не хотів спробувати це через аромат, «але на Борнео я знайшов стиглий плід на землі, і, з’ївши його просто неба, я одразу став впевненим їдцем дуріану». 
Він цитував одного мандрівника з 1599 року:[b] «він має такий чудовий смак, що перевершує за смаком усі інші фрукти світу, за словами тих, хто його куштував». Він цитує іншого письменника: «Тим, хто до цього не звик, спочатку здається, що він пахне гнилою цибулею, але відразу після того, як вони скуштують його, вони віддають перевагу всій іншій їжі. Тубільці дають йому почесні титули, звеличують і складають на ньому вірші».

### Фітохімікати
Сотні фітохімічних речовин, відповідальних за смак і аромат дуріана, включають різноманітні леткі сполуки, такі як складні ефіри, кетони, спирти (головним чином етанол) і сіркоорганічні сполуки з різними тіолами. Етил-2-метилбутаноат мав найвищий вміст серед ефірів у дослідженні кількох різновидів. Вміст цукру, в першу чергу сахарози, коливається в діапазоні 8-20% серед різних сортів дуріана. М'якоть дуріана містить різноманітні поліфеноли, особливо мірицетин, і різні каротиноїди, в тому числі багатий вміст бета-каротину.

## Використання

### Кулінарія
Фрукти дуріану використовуються для ароматизації різноманітних солодких страв, таких як традиційні малайські цукерки, крижаний каканг, додол, лемпук, рожеве печиво, морозиво, молочні коктейлі, місячні пиріжки, святкові поліна та капучіно. Ес дуріан (морозиво з дуріану) — популярний десерт в Індонезії, який продається на вуличних кіосках в містах Індонезії, особливо на Яві. Пулут Дуріан або кетан дуріан — це клейкий рис, приготований на пару з кокосовим молоком і подається зі стиглим дуріаном. У Сабаху червоний дуріан смажать з цибулею та чилі та подають як гарнір. Червоний дуріан традиційно додають у саюр, індонезійський суп із прісноводної риби. Ikan brengkes tempoyak — це риба, приготована в традиційному на Суматрі соусі на основі дуріану. З висушеної м’якоті дуріана можна зробити крипік дуріан (дуріанову стружку).
Темпояк відноситься до ферментованого дуріана, зазвичай виготовленого з дуріана нижчої якості, непридатного для безпосереднього споживання. Темпояк можна їсти вареним або сирим, його зазвичай їдять з рисом, а також можна використовувати для приготування каррі. Самбал Темпояк — це малайська страва, яку готують із ферментованого фрукта дуріан, кокосового молока та набору пряних інгредієнтів, відомих як самбал. На Малайському півострові та Суматрі сома пангасіуса можна готувати як tempoyak ikan patin (риба в темпояк-карі) або як brengkes (pais) tempoyak, що є паровою ферментованою дуріановою пастою в контейнері з бананового листя. 
У Таїланді дуріан часто їдять свіжим із солодким липким рисом, а на ринках продають блоки дуріанової пасти, хоча більша частина пасти містить гарбуз. Незрілий дуріан можна готувати як овоч, за винятком Філіппін, де всі використовують солодкі, а не солоні. Малайзійці готують з дуріана як консерви з цукром, так і солоні. Коли дуріан подрібнюють із сіллю, цибулею та оцтом, його називають бодером . Насіння дуріану, розміром з каштан, можна їсти незалежно від того, чи варять його, смажать або обсмажують у кокосовій олії, текстура схожа на таро чи ямс, але більш липка. На Яві насіння нарізають тонкими скибочками і готують із цукром як кондитерський виріб. Необроблені насіння дуріана потенційно токсичні через циклопропенові жирні кислоти, тому їх не можна вживати.

## Галерея

Дуріановий хліб і солодощі
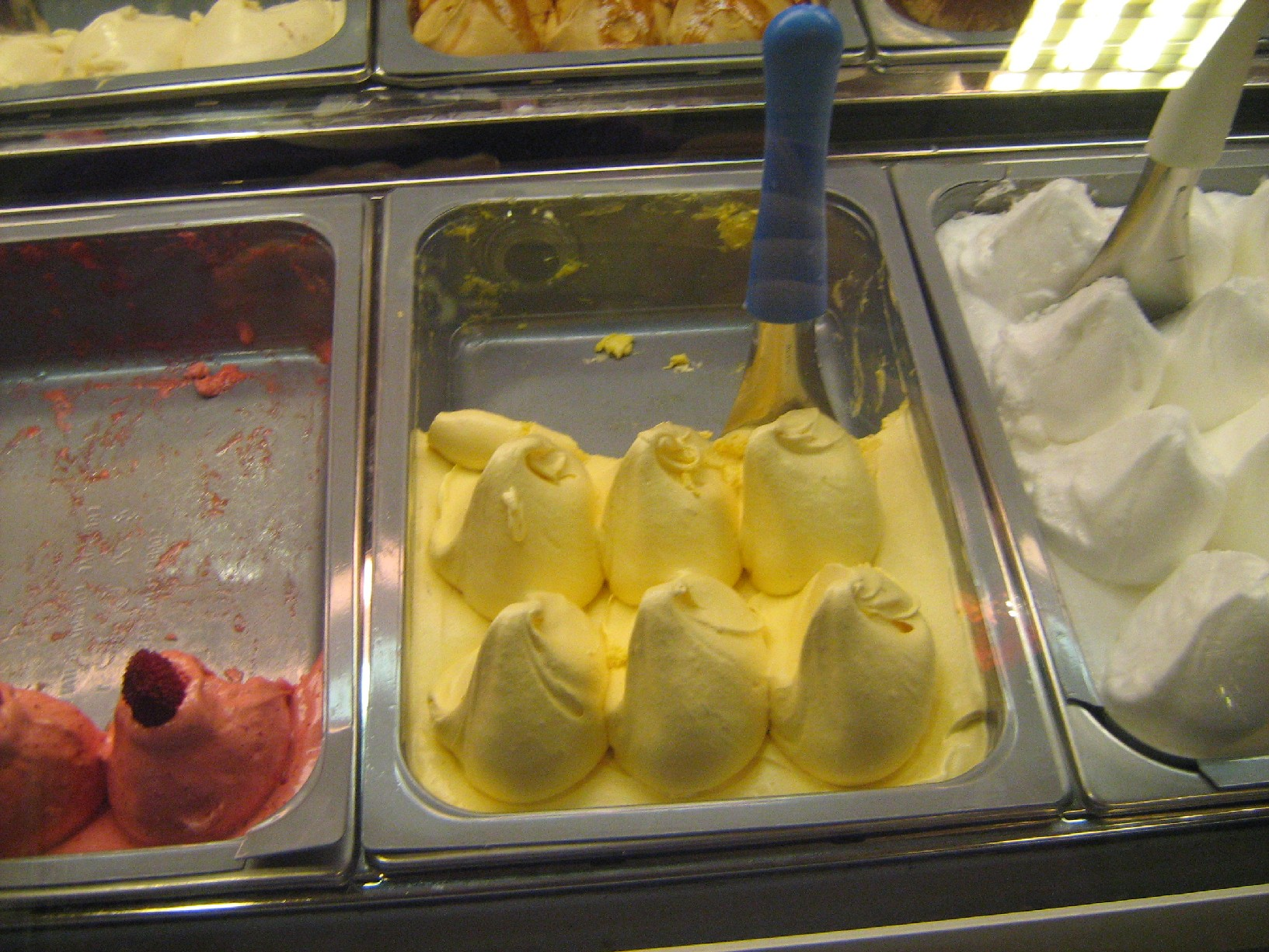
Дуріанове морозиво в Сінгапурі
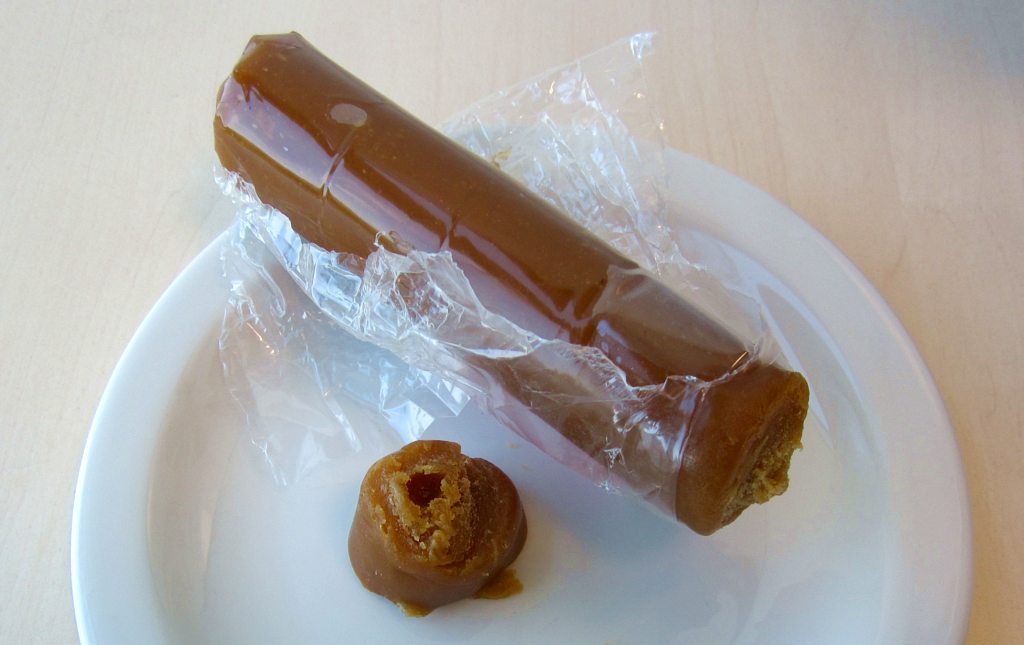
Дуріановий пиріг, виготовлений із додолу зі смаком дуріана, традиційної індонезійської солодкої цукерки
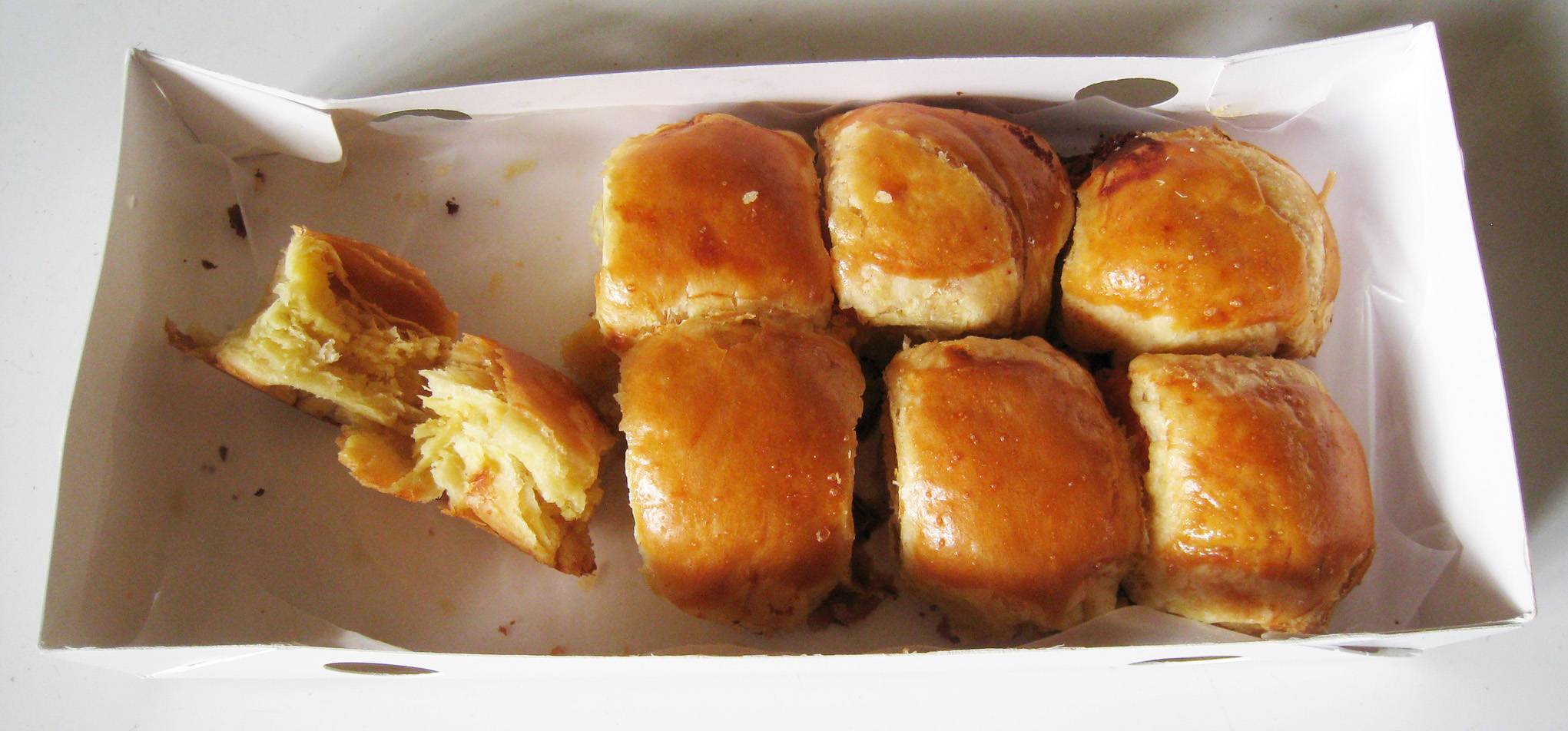
Durian Keju Bollen, випічка з начинкою з сиру та дуріанового крему в Бандунду, Західна Ява, Індонезія
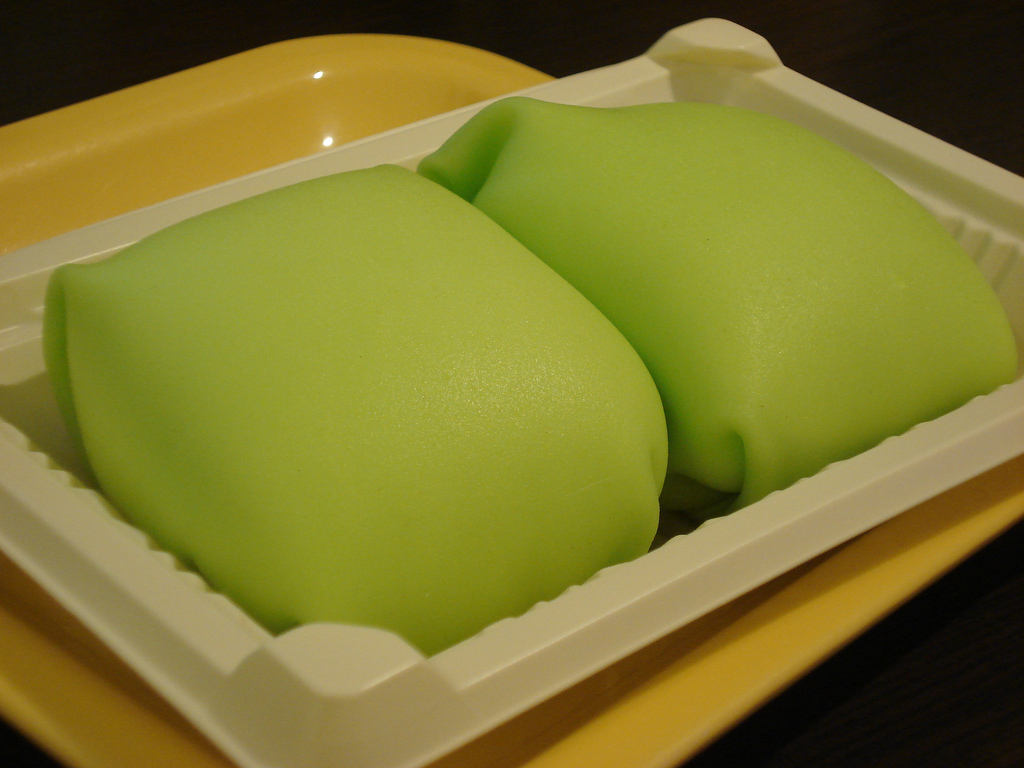
Дуріанові млинці в Індонезії
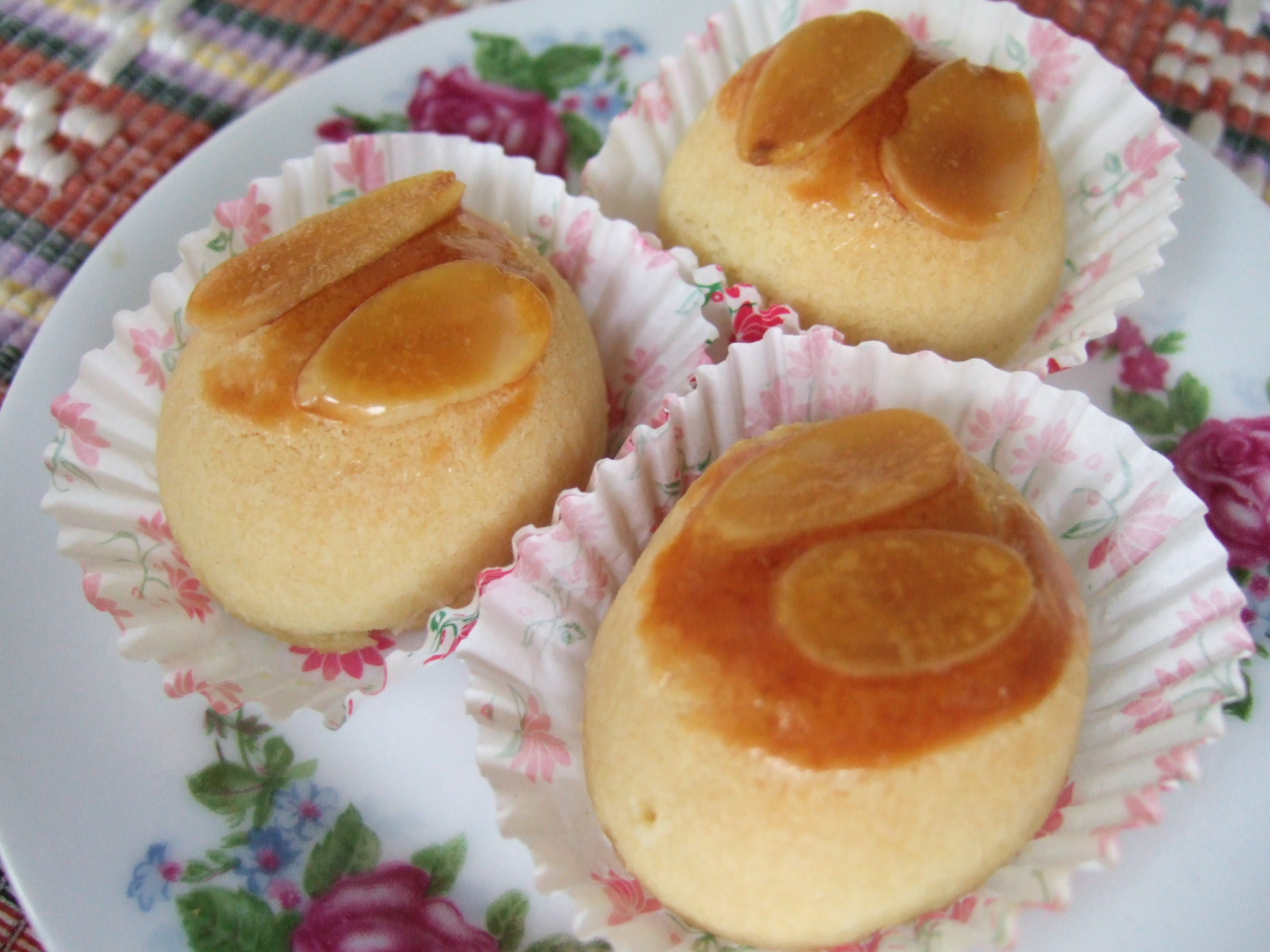
Дуріанові торти з Понтіанаку, Західний Калімантан, Індонезія
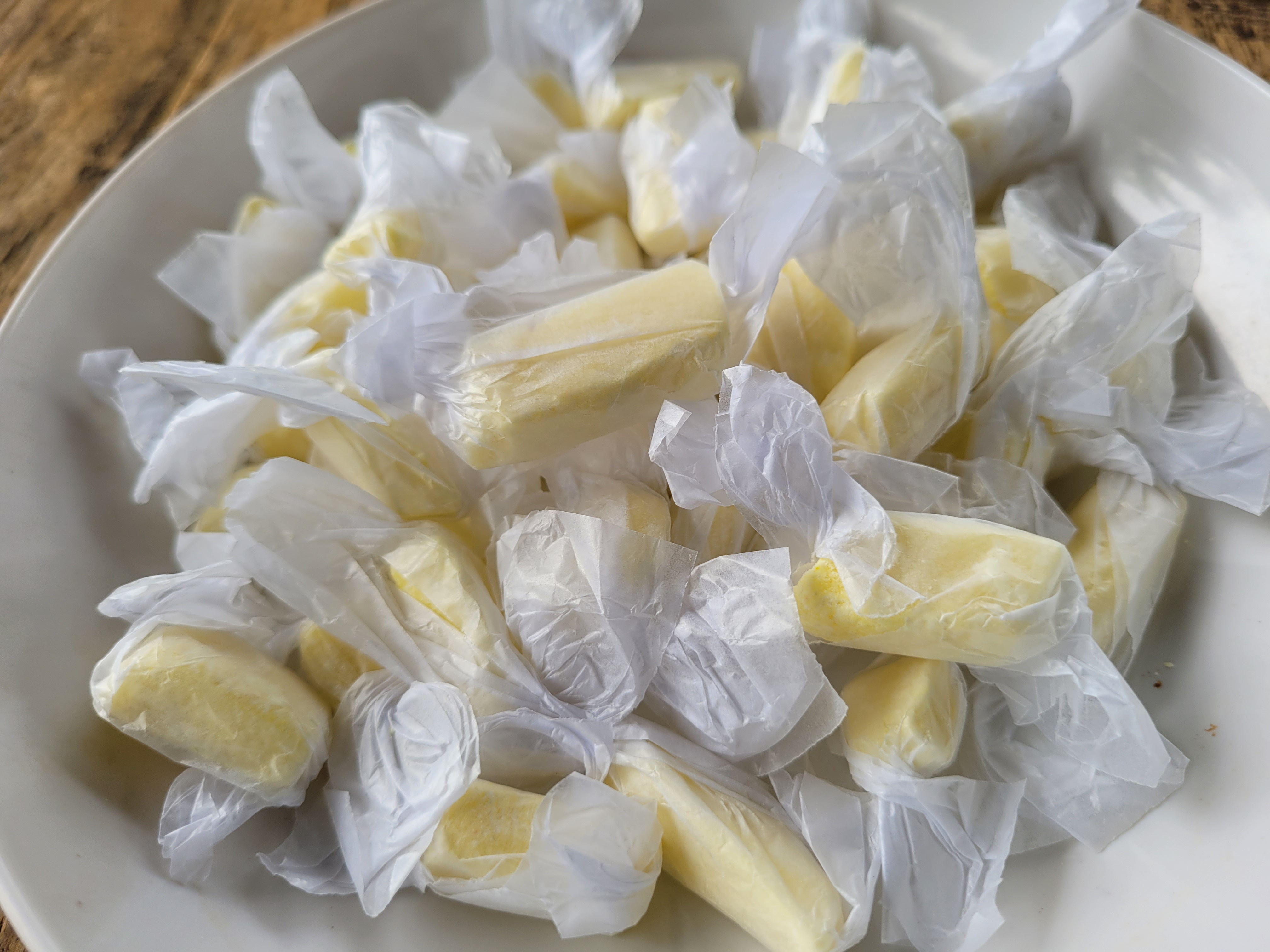
Дуріанові пастили (дуріанові цукерки) з  Філіппін

## Походження та історія
Вважається, що дуріан походить з регіону Борнео і Суматра, з дикими деревами на Малайському півострові та фруктовими садами, які зазвичай вирощуються в широкому регіоні від Індії до Нової Гвінеї. Чотириста років тому його продавали на території сучасної М’янми, і його активно культивували, особливо в Таїланді та Південному В’єтнамі.

## Культура і народна медицина
Поширена місцева думка, що дуріан шкідливий, якщо його вживати з кавою або алкогольними напоями. Останнє вірування можна простежити принаймні до 18 століття, коли Румфіус заявив, що не можна вживати алкоголь після вживання дуріану, оскільки це може спричинити розлад травлення та неприємний запах з рота. У 1929 році Дж. Д. Гімлетт написав у своїй книзі Malay Poisons and Charm Cures, що плоди дуріана не можна їсти з бренді. У 1981 році Дж. Р. Крофт написав у своїй праці Bombacaceae: In Handbooks of the Flora of Papua New Guinea, що «почуття хворобливості» часто виникає після вживання алкоголю занадто швидко після вживання дуріана. Кілька медичних досліджень на обґрунтованість цього переконання були проведені з різними висновками, хоча дослідження, проведене Університетом Цукуби, виявило, що високий вміст сірки у фруктах пригнічує активність альдегіддегідрогенази, спричиняючи 70-відсоткове зниження здатності очищати організм. токсини з організму.

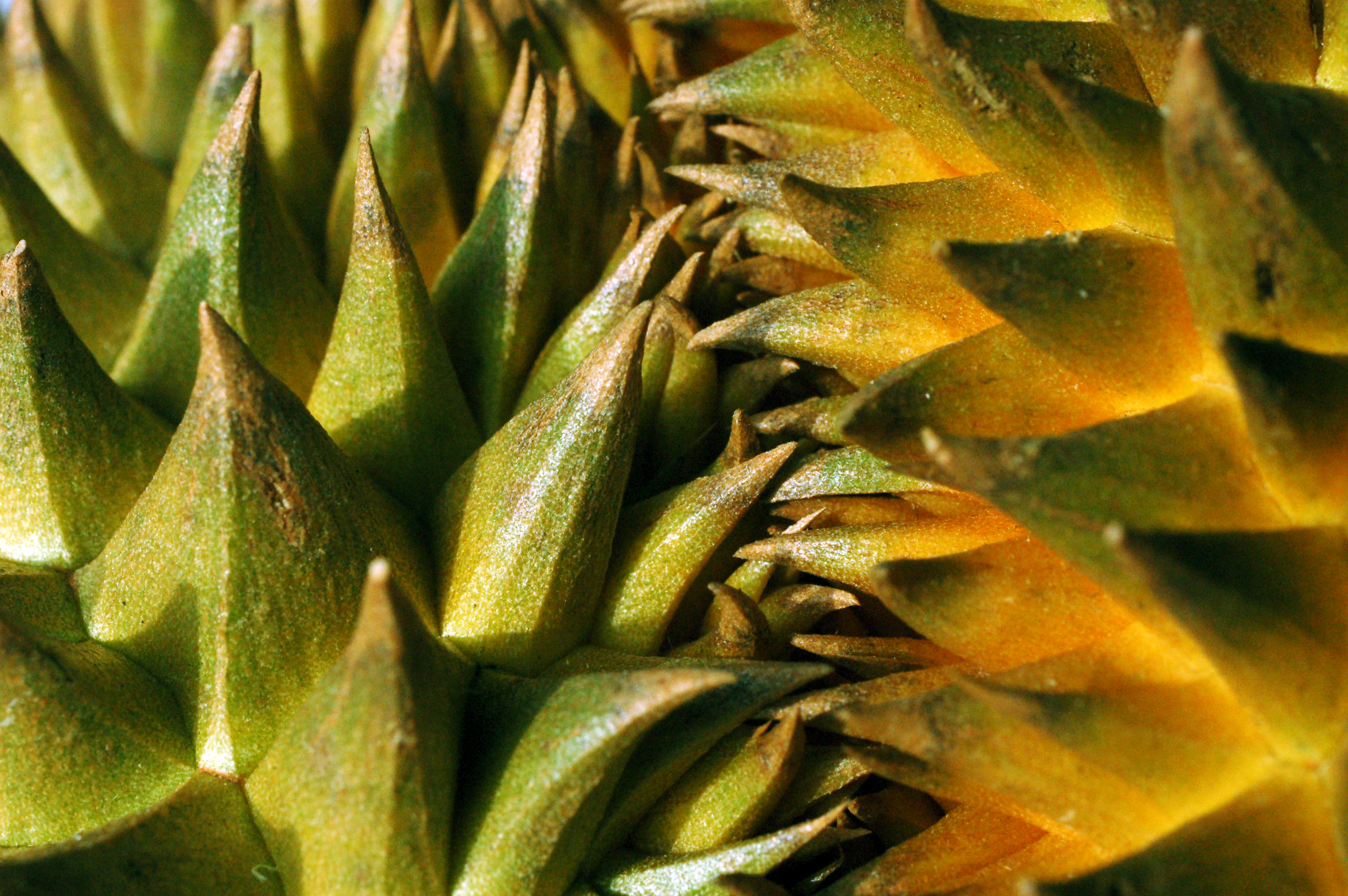
Плід дуріана озброєний гострими шипами, здатними викликати кров.

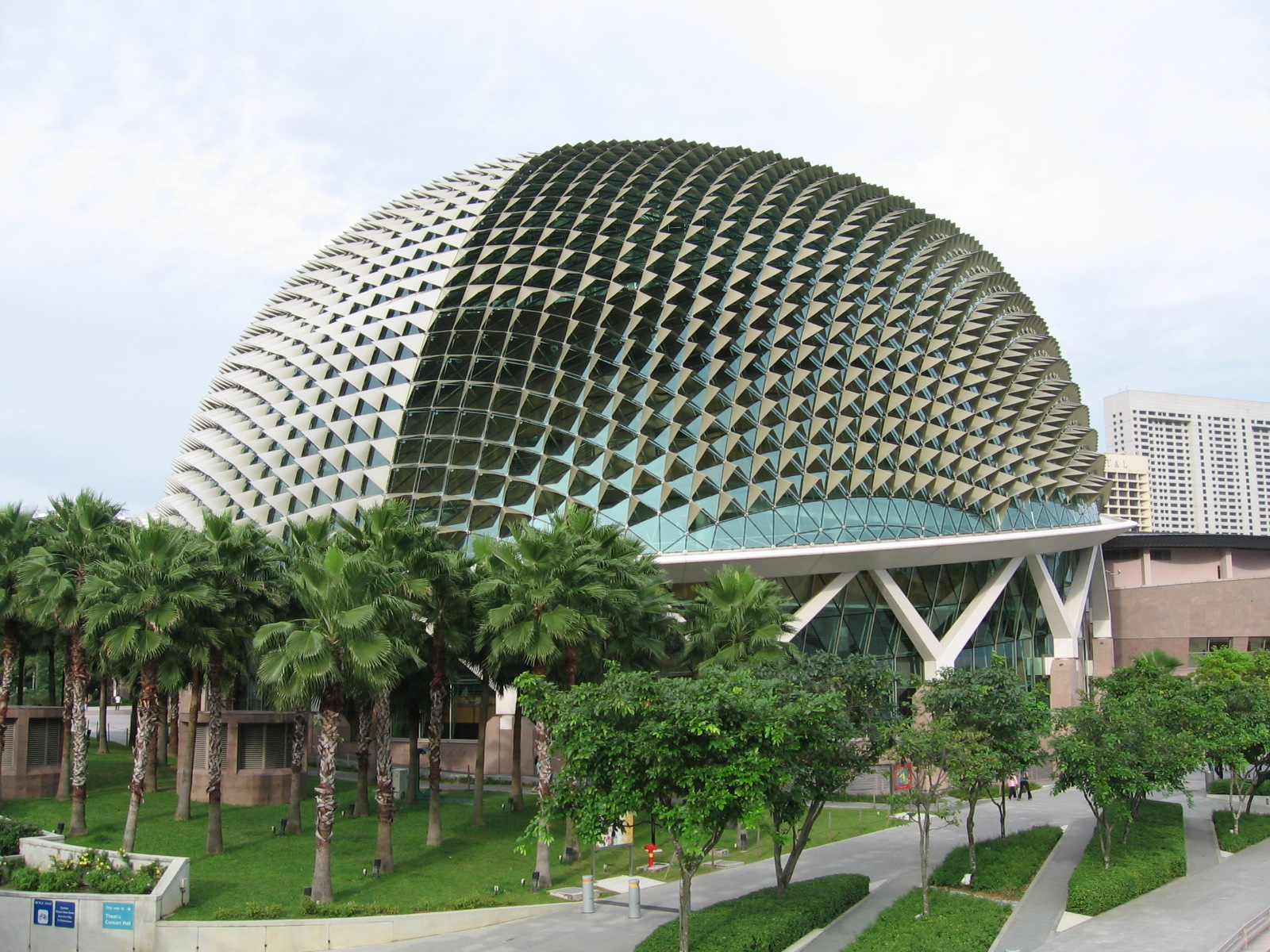
Будівля Еспланади в Сінгапурі, яку називають "Дуріан"

## Вплив на навколишнє середовище
Високий попит на дуріан у Китаї спонукав Малайзію перейти від дрібних дуріанових садів до великомасштабних промислових операцій. Ліси вирубують, щоб звільнити місце для великих плантацій дуріану, що посилює існуючу проблему вирубки лісів, спричинену вирощуванням олійних пальм. Такі види тварин, як мала летюча лисиця, яка запилює дерева дуріан, і малайський тигр знаходяться під загрозою зникнення через дедалі більшу вирубку місць їх проживання. У районі Гуа Мусанг уряд штату схвалив перетворення 40 000 км2., лісів, включаючи корінні землі Оранг Аслі, до плантацій дуріану.